# Dessauer Verkehrs- und Eisenbahngesellschaft
Die Dessauer Verkehrs- und Eisenbahngesellschaft mbH (DVE) ist für den Betrieb auf der Bahnstrecke Dessau–Wörlitz verantwortlich. Das Unternehmen wurde im Jahre 2001 gegründet, um als Eisenbahninfrastrukturunternehmen (EIU) tätig zu werden. Seit 2011 ist sie auch Eisenbahnverkehrsunternehmen (EVU) auf der Strecke Dessau–Wörlitz, da die Anhaltische Bahn Gesellschaft ABG als bisheriger Betreiber im Dezember 2010 Insolvenz anmeldete.

## Geschichte

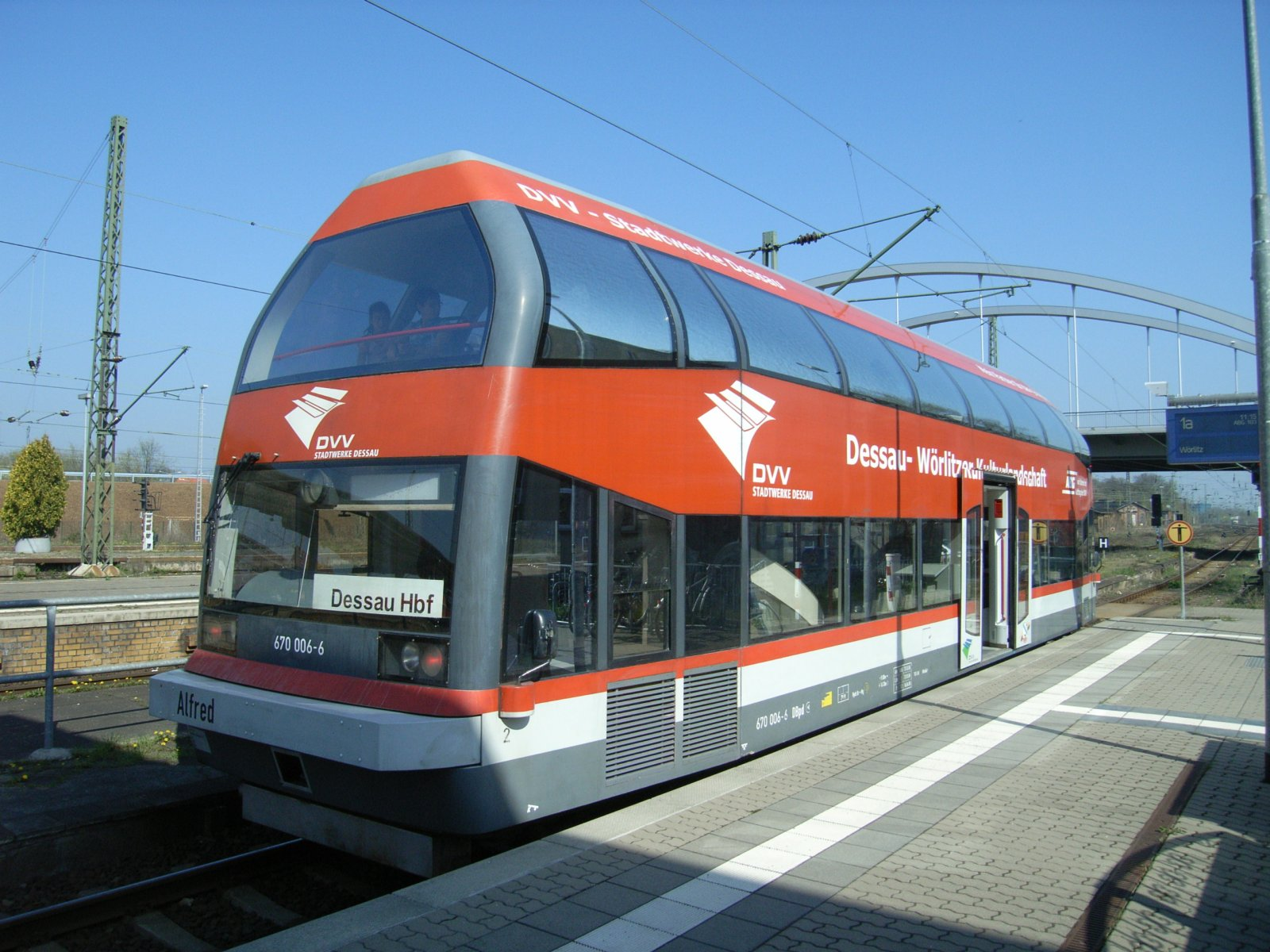
Schienenbus „Alfred“ in DB-Farben im Hauptbahnhof Dessau

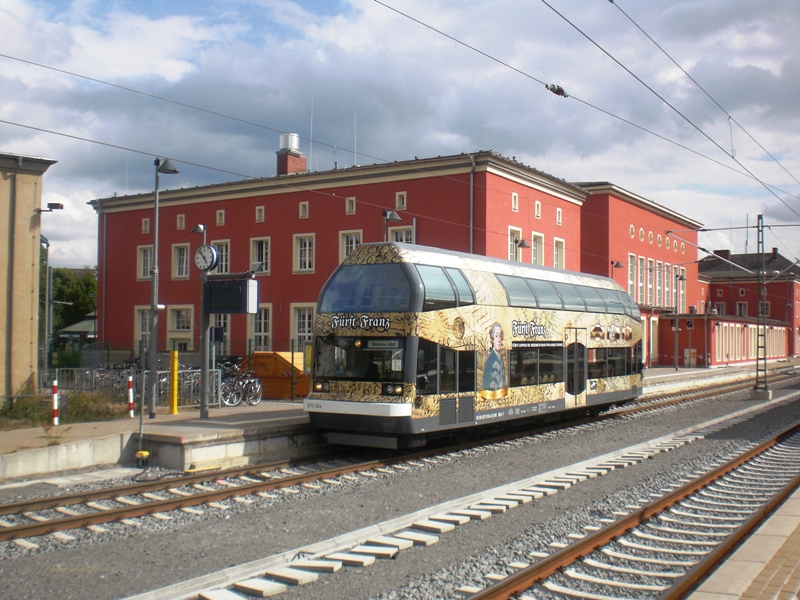
Der neu gestaltete Schienenbus „Fürst Franz“

### Die ersten Jahre
In den Jahren 1999 bis 2001 wurde die Bahnstrecke Dessau–Wörlitz grundlegend saniert. Dabei fiel die Strecke in den Besitz der Stadt Dessau. Im Unternehmensverbund der Stadtwerke Dessau gründete sich daher das EIU Dessauer Verkehrs- und Eisenbahngesellschaft, die seither als Schwesterunternehmen zur Dessauer Verkehrsgesellschaft steht.
Fortan fuhr die Anhaltische Bahn Gesellschaft (ABG), eine Tochtergesellschaft des Vereins Dessau-Wörlitzer Eisenbahn e. V. im Auftrag der DVE. Zum ABG-eigenen Doppelstock-Schienenbus der Baureihe 670 mit der Nummer 670 002 (Alma) wurden die beiden Wagen 670 005 (Elfriede) und 670 006 (Alfred) der DVE angemietet. Später diente das ABG-Fahrzeug als Ersatzteilspender für die DVE-Fahrzeuge.
In den folgenden Jahren wurden neben dem Aufgabenfeld der Instandhaltung und Wartung von Strecke und Fahrzeugen der Wörlitzer Eisenbahn auch Mitarbeiter eingestellt, die in der Werkstatt und im Busverkehr der Dessauer Verkehrsgesellschaft tätig wurden. Dies sicherte auch bei Ausfällen auf der Eisenbahnstrecke einen Schienenersatzverkehr.

### Aktuelle Situation
Nach Unfällen und einem Schwelbrand in einem Doppelstock-Schienenbus wurde die Saison 2010 als Schienenersatzverkehr zu Ende gefahren. Infolgedessen meldete die ABG im Dezember 2010 Insolvenz an.
Daraufhin wurde die DVE auch als EVU tätig. Als erstes wurde der Wagen 670 004 (ex 670 005) in neuer Farbgebung unter dem Taufnamen „Fürst Franz“ hergerichtet und bedient so seit 19. Juni 2011 von Mittwoch bis Sonntag die Strecke im Zweistundentakt. In den Sommerferien kam der Wagen täglich zum Einsatz. Erst zur Saison 2012, die am 6. April begann, wurde der zweite Wagen 670 003 (ex 670 006) als „Fürstin Louise“ fertiggestellt. Seit Mai 2017 ist der Wagen 670 004 wegen diverser Defekte abgestellt und dient als Ersatzteilspender für 670 003. Seither waren Einsätze, die über den Planbetrieb auf der Wörlitzer Eisenbahn hinausgingen, nicht möglich (Ferropolis, Zweizugbetrieb). Die DVE hat daher im Januar 2020 drei Fahrzeuge der Baureihe 672 von der ehemaligen Burgenlandbahn übernommen und setzt zwei dieser Triebwagen seit Saisonstart im Juli 2020 ein.

## Fahrzeuge
| Fahrzeug | Baujahr | UIC-Nummer             | Name           | Bemerkungen                                                          |
| -------- | ------- | ---------------------- | -------------- | -------------------------------------------------------------------- |
| 670 003  | 1996    | 95 80 0670 003-2 D-DVE | Fürstin Louise | ex 670 006                                                           |
| 670 004  | 1996    | 95 80 0670 004-0 D-DVE | Fürst Franz    | ex 670 005, Ersatzteilspender                                        |
| 672 902  | 1998    | 95 80 0672 902-3 D-DVE |                | abgestellt, Unfallschaden, Ersatzteilspender, 2020 ex Burgenlandbahn |
| 672 913  | 1999    | 95 80 0672 913-0 D-DVE |                | ex Burgenlandbahn                                                    |
| 672 915  | 1999    | 95 80 0672 915-5 D-DVE |                | ex Burgenlandbahn                                                    |